# Five Nights at Freddy's: Secret of the Mimic
Five Nights at Freddy’s: Secret of the Mimic es un videojuego de survival horror de la franquicia Five Nights at Freddy’s, desarrollado por Steel Wool Studios y publicado por ScottGames. Fue anunciado por primera vez el 6 de agosto de 2024 y lanzado para Windows y PlayStation 5 el 13 de junio de 2025. El juego cuenta con una destacada aparición del Mimic.

## Desarrollo
Según SteamDB, Secret of the Mimic comenzó su desarrollo alrededor de 2022, con la página en Steam siendo creada en noviembre de 2022. El 6 de agosto de 2024, el juego fue anunciado por Steel Wool, junto con un teaser trailer, el título y una ventana de lanzamiento para 2025.
El 28 de agosto de 2024, se publicó una página en PlayStation, revelando que el juego sería jugable tanto en modos sin realidad virtual como en realidad virtual para PlayStation VR2. El 30 de agosto de 2024, una breve demostración en VR de Secret of the Mimic estuvo disponible para jugar en la PAX West 2024. El 20 de septiembre de 2024, el juego pudo jugarse durante el evento Day of the Devs: Fantastic Games, que tuvo lugar durante el Fantastic Fest 2024. El juego también fue presentado en una demostración de 20 minutos accesible únicamente para los asistentes al evento.
, se reveló el primer tráiler durante un State of Play de PlayStation e of Play de PlayStation, con la fecha de lanzamiento fijada para el 13 de junio de 2025. Ese mismo día, los detalles sobre el soporte para PSVR2 fueron eliminados discretamente de la página del juego en la PlayStation Store y también de varias otras fuentes. La página del juego en Steam actualmente tampoco lista el soporte para realidad virtual como una funcionalidad. Hasta el momento, no se sabe si el soporte para VR fue cancelado o si se trata de un descuido por parte de los desarrolladores.
El 14 de marzo de 2025, se añadió la página oficial de Steam.

## Historia y trama
La historia tiene lugar en Mansión de Disfarces de Murray, un taller abandonado del inventor recluso Edwin Murray. El protagonista debe descubrir los misterios que dejó Murray mientras se enfrenta al Mimic, un prototipo de endoesqueleto capaz de adaptarse a cualquier disfraz y transformarse en cualquier personaje. Armado solo con ingenio, algunos gadgets y un informe corporativo altamente censurado, Arnold, el protagonista intentará recuperar la premiada tecnología de los prototipos de Fazzbear, mientras lidia con pistas enigmáticas y una sombra incansable decidida a eliminar toda compañía no deseada.

## Jugabilidad
El juego adopta una perspectiva en primera persona, similar a títulos anteriores como Five Nights at Freddy’s: Security Breach (2021). Los jugadores explorarán el laberinto de la mansión desierta, descubriendo restos del trabajo inconcluso de Edwin y evitando al monstruo que creó.